# Kalliojoki (vattendrag i Kajanaland, lat 64,77, long 27,22)
Kalliojoki är ett vattendrag i Finland.   Det ligger i landskapet Kajanaland, i den centrala delen av landet, 500 km norr om huvudstaden Helsingfors.